# Частная жизнь Елены Троянской
«Частная жизнь Елены Троянской» (англ. The Private Life of Helen of Troy) — американская немая кинокомедия 1927 года Александра Корды по одноимённому роману 1925 года Джона Эрскина. Фильм был номинирован на премию «Оскар» за лучшие титры (Джералд Даффи). В настоящее время сохранилось только двадцать девять с половиной минут плёнки фильма, которая хранится в архиве Британского института кинематографии.

## В ролях
- Мария Корда — Елена Прекрасная
- Льюис Стоун — Менелай
- Рикардо Кортез — Парис
- Джордж Фосетт — Этеонеус
- Элис Уайт — Адраста
- Билл Эллиотт — Телемах
- Том О’Брайен — Улисс
- Берт Спротте — Ахиллес
- Марио Карилло — Аякс
- Джордж Коцонарос — Гектор